# 부다페스트 코르비누스 대학교

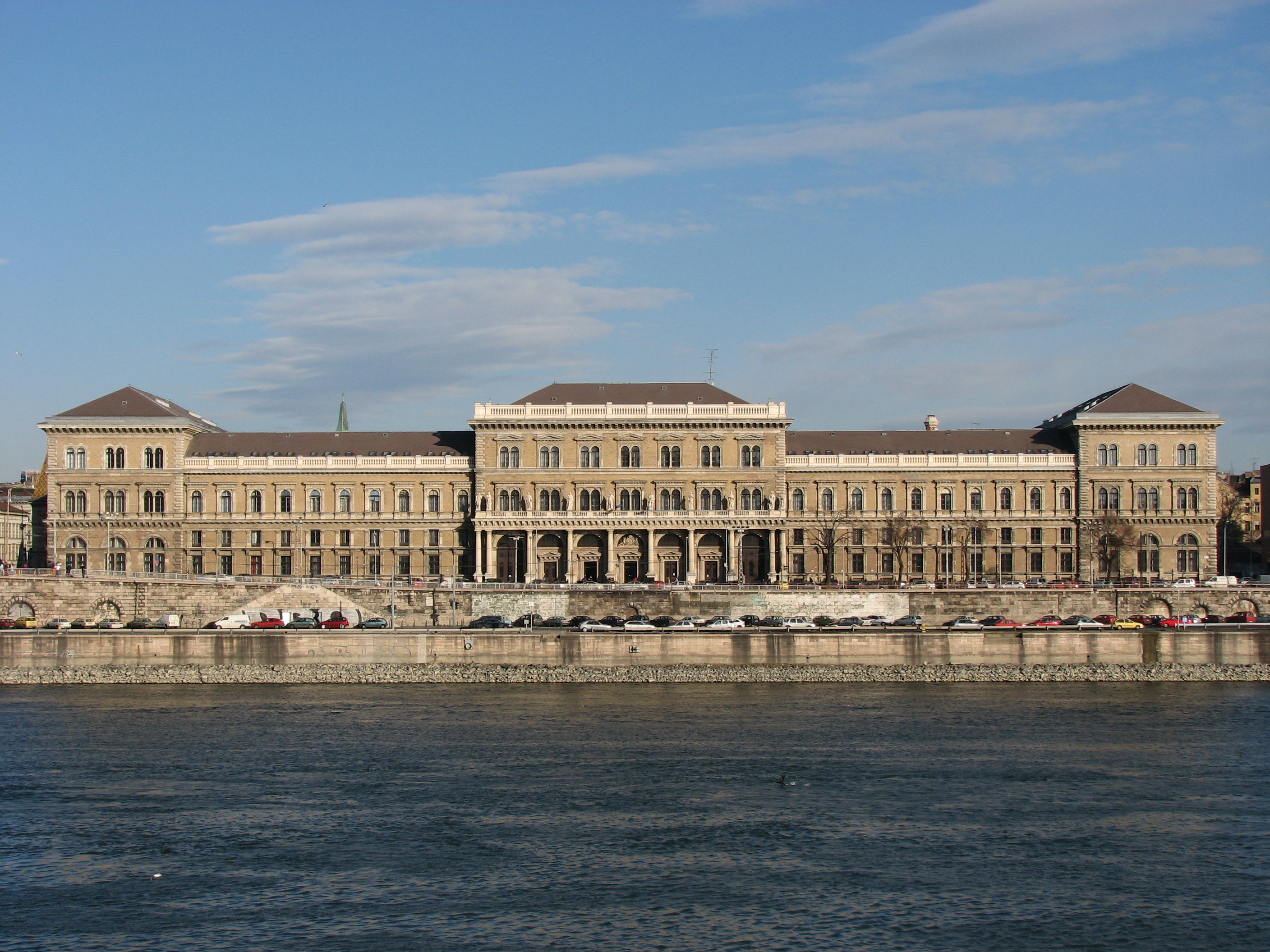

부다페스트 코르비누스 대학교(헝가리어: Budapesti Corvinus Egyetem)는 헝가리 부다페스트의 대학교이다. 이 학교의 등록 학생 수는 약 14,500명이며 경영학, 경제학, 사회과학 분야의 교육 프로그램을 제공한다.

## 역사
이 대학의 전신은 1920년대에 세워졌던 왕립 헝가리 대학의 경제학부였다. 당시 이 대학은 독립된 기관이었으나 다른 대학의 학부와 같은 상태였다. 1934년에 이는 당시 '공과대학교 (the University of Technology) '를 비롯한 몇 개 대학과 통합되었고 '왕립 팔라틴 요셉 경제 공과 대학(the Hungarian Royal Palatine Joseph University of Technology and Economics)'으로 바뀌게 된다. 1948년에는 이 대학의 경제대학(the University of Economics)은 독립되었고 이 이후부터 대학명에 있어 많은 변화를 겪는다.
공산주의 시절, 1953년에는 이 대학은 '칼 마르크스 대학(Karl Marx University of Economic Sciences)'으로 명칭이 바뀌었다. 그리고 체제 전환이 이루어진 후인 1990년에는 '마르크스'라는 단어가 삭제되었고 이 후 '부다페스트 경제 과학대학(Budapest University of Economic Sciences)'으로 불리게 된다.
2000년 들어서는 1977년에 설립되었던 '행정 단과 대학(the College of Public Administration)'과의 통합이 이루어졌고 이 후 부다페스트 행정, 경제 과학대(Budapest University of Economic Sciences and Public Administration (BUESPA))로 명명되었다.
2003년에는 전(前) 원예 대학의 세개 학과가 이 대학으로 통합되었다.
이 대학은 2004년에 마지막으로 명칭이 바뀌게 되는데 헝가리 왕의 이름인 마차시 1세(마티아스 코르비누스)를 따서 현재의 코르비누스 대학(Corvinus University of Budapest)이 되었다.

## 학과
코르비누스 대학교에는 7개의 학부가 있는데 이는 다음과 같다.
- 경영학부
- 경제학부
- 사회과학학부
- 행정학부
- 원예과학학부
- 식품공학학부
- 조경학부

그리고 이 대학에서는 헝가리어 외에 영어, 독일어로 수학할 수 있는 과정이 개설되어 있어 다양한 나라의 학생들이 유학을 위해 온다. 특히 EU 회원국끼리는 에라스무스 제도를 통해 대학간의 학생교류가 활발하다. 각국에서 한학기 혹은 두학기 동안 학업을 하고 본국으로 돌아간다. 몇몇대학은 콜비누스 대학과 협정을 맺어 조건을 충족하면 복수학위를 부여한다. 예를 들어 콜비누스의 국제 경제 경영을 전공하는 대학원생이 총 2년 과정 중 1년을 콜비누스 대학에서 학업하고 나머지 1년을 네덜란드의 흐로닝언 대학교의 같은 학과에서 학점을 취득하고 몇 개의 부수적인 조건을 충족하게 되면 양 대학에서 복수학위를 받을 수 있다.

## 평판
FT에서 평가한 자료에 의하면 비즈니스 스쿨 랭킹에서 이 대학의 2015년 순위는 79위였다. (http://rankings.ft.com/businessschoolrankings/corvinus-university 보관됨 2021-09-28 - 웨이백 머신)